# Яланский сельсовет
Яланский сельсовет — упразднённые административно-территориальная единица и муниципальное образование со статусом сельского поселения в составе Сафакулевского района Курганской области.
Административный центр — село Яланское.
15 марта 2022 года сельсовет был упразднён в связи с преобразованием муниципального района в муниципальный округ.

## История
В соответствии с Законом Курганской области от 6 июля 2004 года № 419 сельсовет наделён статусом сельского поселения.

## Население
| 1989  | 2002  | 2004  | 2010  | 2012  | 2013  | 2014  |
| ----- | ----- | ----- | ----- | ----- | ----- | ----- |
| 1659  | ↘1573 | ↗1617 | ↘1326 | ↘1291 | ↘1254 | ↘1220 |
| 2015  | 2016  | 2017  | 2018  | 2019  | 2020  |       |
| ↘1198 | ↘1143 | ↘1087 | ↘1064 | ↘1033 | ↘992  |       |

## Состав сельского поселения
| № | Населённый пункт | Тип населённого пункта       | Население |
| - | ---------------- | ---------------------------- | --------- |
| 1 | Белое Озеро      | деревня                      | ↘380      |
| 2 | Калмык-Абдрашево | деревня                      | ↘254      |
| 3 | Максимовка       | деревня                      | ↘93       |
| 4 | Яланское         | село, административный центр | ↘599      |